# Emil Thorup
Emil Nyløkke Thorup (født 5. september 1983) er en dansk autodidakt radio- og tv-vært.

## Karriere
I 2003 deltog han i sangkonkurrencen Popstars.
I 2009 var han med i talkshowet ALOHA! med Casper Christensen som vært, hvor han agerede bartender. Han var bl.a. vært på DR MAMAs program Sexministeriet og det danske Dansk Melodi Grand Prix 2012, der blev afholdt i Gigantium, Aalborg, den 21. januar 2012.
Emil Thorup er derudover ambassadør for Fairtrade/Max Havelaar-sagen i Danmark. I 2012 var han i Indien sammen med Fairtrade Mærket Danmark, hvor han besøgte Fairtrade ris – og bomuldskooperativer. Samme år udgav han også bogen Stil med Emil, om tøjstil, hvordan man skal klæde og opføre sig som mand for at tiltrække kvinder.
Thorup medvirker også på Thomas Holms sang "Knep Smerten Væk" fra 2011 og i musikvideoen til "Stjerne & Hvid Lys" med Simon Talbot, Clemens og Rasmus Nøhr, der blev produceret til Zulu Awards 2014.
Emil Thorup var også vært på X-Factor's "om bag scenen" program; Xtra-factor fra 2013.
I 2014 lagde han stemme til Grønne Lygte i animationsfilmen LEGO Filmen.
I 2016 blev Emil Thorup arkitekt og møbeldesigner og designer møblerne for sin egen møbelvirksomhed Handwärk.
I 2018 deltog Thorup i sæson 15 af Vild med dans, hvor han dansede med Jenna Bagge.
Siden 2023 har hans arbejdet på at forbedre sin forventede levetid via optimering af kost, søvn og motion, såkaldt longevity. I efteråret 2024 udgav han bogen Lang Levetid om emnet.

## Filmografi
- 1996 Tøsepiger - Jonas
- 2008 Klovn - Caspers assistent i afsnittet "Surprise Mia"
- 2009 ALOHA! - bartender
- 2014 LEGO Filmen (stemme til Grønne Lygte)